# فرانچسکو پوسوکو
فرانچسکو پوسوکو (انگلیسی: Francesco Posocco؛ زادهٔ ۱۳ سپتامبر ۱۹۹۵) بازیکن فوتبال است.